# 比尔·利恩
比尔·利恩（英語：Bill Lean，？—），新西兰男子射箭、飞镖射箭、乒乓球、田径运动员。他曾代表新西兰参加1968年和1976年夏季残疾人奥林匹克运动会，其中1976年夏季残奥会获得一枚金牌。